# Carlo Pascal
Carlo Pascal (Napoli, 21 ottobre 1866 – Milano, 22 settembre 1926) è stato un latinista italiano.

## Biografia
Nato a Napoli, da una famiglia di origine francese, originaria di Tarascona, a pochi chilometri da Avignone, si formò nel locale ateneo partenopeo (laureandosi il 18 luglio 1887). Era fratello del matematico Ernesto, e zio dei matematici Mario e Alberto.

Nel 1891 venne nominato, in seguito a concorso, vicesegretario amministrativo nel Ministero della Pubblica Istruzione.

Eletto nel 1895 socio onorario della Commissione Archeologica di Chiusi, nello stesso anno fu abilitato alla libera docenza in Letteratura latina presso la R. Università di Napoli.

Fu un apprezzato latinista titolare della cattedra di Letteratura latina all'Università di Catania dal 1901 al 1909, e dal 1910 all'Università di Pavia. Tra i suoi allievi pavesi, Enrica Malcovati, che anni dopo sarebbe diventata rettrice dell'ateneo.
Membro di numerose accademie, nel 1906 fu nella Commissione conservatrice dei monumenti della Provincia di Catania. Fu Consigliere Superiore della Pubblica Istruzione, nonché presidente della sezione milanese della Società « Atene e Roma ». Fondò e diresse la rivista dedicata agli studi classici Athenaeum. Compose moltissime opere e trattati. la sua biblioteca è conservata presso la Biblioteca di Studi Umanistici dell'università di Pavia.

## Opere principali
- Elegie scelte di A. Tibullo commentate, Torino, Ermanno Loescher, 1889.
- Caratteri ed origine della «nuova poesia» latina nel periodo aureo, Torino, Loescher, 1890.
- Cicerone. L'orazione per Sesto Roscio Amerino commentata, Torino, Loescher, 1891.
- L'orazione di Cicerone per Sesto Roscio Amerino, Torino, E. Loescher, 1891.
- Saggi linguistici, Torino, Ermanno Loescher, 1893.
- Di tre nuove iscrizioni osche, Rendiconti della R. Accademia di Lincei, Roma, 1894.
- Tre questioni di fonologia, Firenze, Sansoni, 1895.
- La leggenda degli Orazii e dei Curaizii, Accademia dei Lincei, 1896.
- Studi di antichità e di mitologia, Milano, U. Hoepli, 1896.
- Studi romani, I, II, Torino, Loescher, 1896.
- Studi romani, III, IV, Torino, Loescher, 1896.
- Studii di antichità e mitologia, Milano, U. Hoepli, 1896.
- La leggenda etrusca e la leggenda latina di Servio Tullio, R. Accademia di Torino, 1897.
- I poeti Romani dell'età repubblicana, Milano, Albrighi e Segati, 1899.
- L'incendio di Roma e i primi Cristiani, Torino, E. Loescher, 1900.
- Di un libro recente su M. Tullio Cicerone, Città di Castello, 1901.
- Di una nuova fonte per l'incendio neroniano, Atene e Roma, Firenze, 1901.
- La resurrezione della carne nel mondo pagano, Atene e Roma, Firenze, 1901.
- Fatti e leggende di Roma antica, Firenze, Succ. Le Monnier, 1903.
- Poeti e personaggi catulliani, Catania 1904
- Dei e Diavoli. Saggi sul paganesimo morente, Firenze, Succ. Le Monnier, 1904 (ripubblicato col titolo: Dei e diavoli nel paganesimo morente, Genova 1987).
- Da Teocrito a Leconte de Lisle, Il Marzocco, Firenze, 1910.
- Dioniso: Saggio sulla religione e la parodia religiosa in Aristofane, Catania, Battiato, 1911.
- Le conversioni, Il Marzocco, Firenze, 1912.
- Le credenze d'oltretomba nelle opere letterarie dell'antichità classica, Catania, Francesco Battiato Editore, 1912, vol. I-II (ripubblicato in un solo volume: La morte e l'aldilà nel mondo pagano, Genova, 1987).
- Nerone nella storia aneddotica e nella legenda, Milano, Fratelli Treves, 1923 (ripubblicato col titolo: Nerone, storia e leggenda, Genova 1987).